# S-117
Die S-117 (ehemalige Bezeichnung SchtSch-117) war ein dieselelektrisch angetriebenes U-Boot der sowjetischen Marine. Das U-Boot gehörte zu der aus 85 Booten bestehenden Schtsch-Klasse (auch Schtschuka-Klasse). Die Kiellegung fand am 9. Oktober 1932, der Stapellauf am 15. April 1934 statt. Die Indienststellung erfolgte am 18. Dezember 1934. Am 10. Juni 1949 wurde das U-Boot in S-117 umbenannt.
Das Boot lief am 14. Dezember 1952 aus Wladiwostok in das Japanische Meer aus und sank am 15. Dezember 1952. Die Gründe für den Untergang und die Lage des Wracks sind trotz einer umfangreichen Suche durch die sowjetische Marine unbekannt. 